# Hydropsyche buergersi
Hydropsyche buergersi är en nattsländeart som beskrevs av Georg Ulmer 1915. Hydropsyche buergersi ingår i släktet Hydropsyche och familjen ryssjenattsländor. Inga underarter finns listade i Catalogue of Life.